# Tipula (Acutipula) cranicornuta
Tipula (Acutipula) cranicornuta is een tweevleugelige uit de familie langpootmuggen (Tipulidae). De soort komt voor in het Palearctisch gebied.